# ムーン・サファリ (バンド)
ムーン・サファリ (Moon Safari) は、2003年にスウェーデンで結成されたプログレッシブ・ロックバンド。

## メンバー

### 現在のメンバー
- サイモン・オーケソン - リード・ボーカル、キーボード (Simon Åkesson, 2003年-)
- ミカエル・イスラエルソン - ドラム、パーカッション、キーボード、バッキング・ボーカル (Mikael Israelsson, 2015年-)
- ペター・サンドストロム - リード・ボーカル、アコースティックギター、ハーモニカ (Petter Sandström, 2003年-)
- ヨハン・ウェスタールンド - ベース、バッキングボーカル (Johan Westerlund, 2003年-)
- ポンタス・オーケソン - ギター、バッキング・ボーカル (Pontus Åkesson, 2005年-)

なお、サイモン、ポンタス、セバスチャン(脱退)の3人は兄弟であり、順に長男、次男、三男である。

### 旧メンバー
- アンソン・ヨハンソン - ギター、バッキングボーカル（Anthon Johansson, 2003年 - 2005年）
- トビアス・ラングレン - ドラム、パーカッション、バッキング・ボーカル（Tobias Lundgren, 2003年 - 2015年）
- セバスチャン・オーケソン - キーボード、ギター、バッキング・ボーカル (Sebastian Åkesson, 2008年-2023年)

## ディスコグラフィー

### オリジナル・アルバム
- 2005年 - 『ア・ドアウェイ・トゥ・サマー』 - A Doorway To Summer
- 2008年 - 『ブロムユード』 - Blomljud
- 2010年 - 『ラヴァーズ・エンド』 - Lover's End
- 2013年 - 『ヒムラバッケン Vol.1』 - Himlabacken Vol. 1
- 2023年 - 『ヒムラバッケン Vol.2』 - Himlabacken Vol. 2

### ミニ・アルバム
- 2012年 - 『ラヴァーズ・エンド・トリロジー』 - Lover's End Pt. III: Skellefteå Serenade

### ライブ・アルバム
- 2012年 - 『ザ・ゲティスバーグ・アドレス〜ライヴ・アット・ロスフェスト』 - The Gettysburg Address
- 2014年 - 『ライヴ・イン・メキシコ』 - Live In Mexico